# 大多喜駅

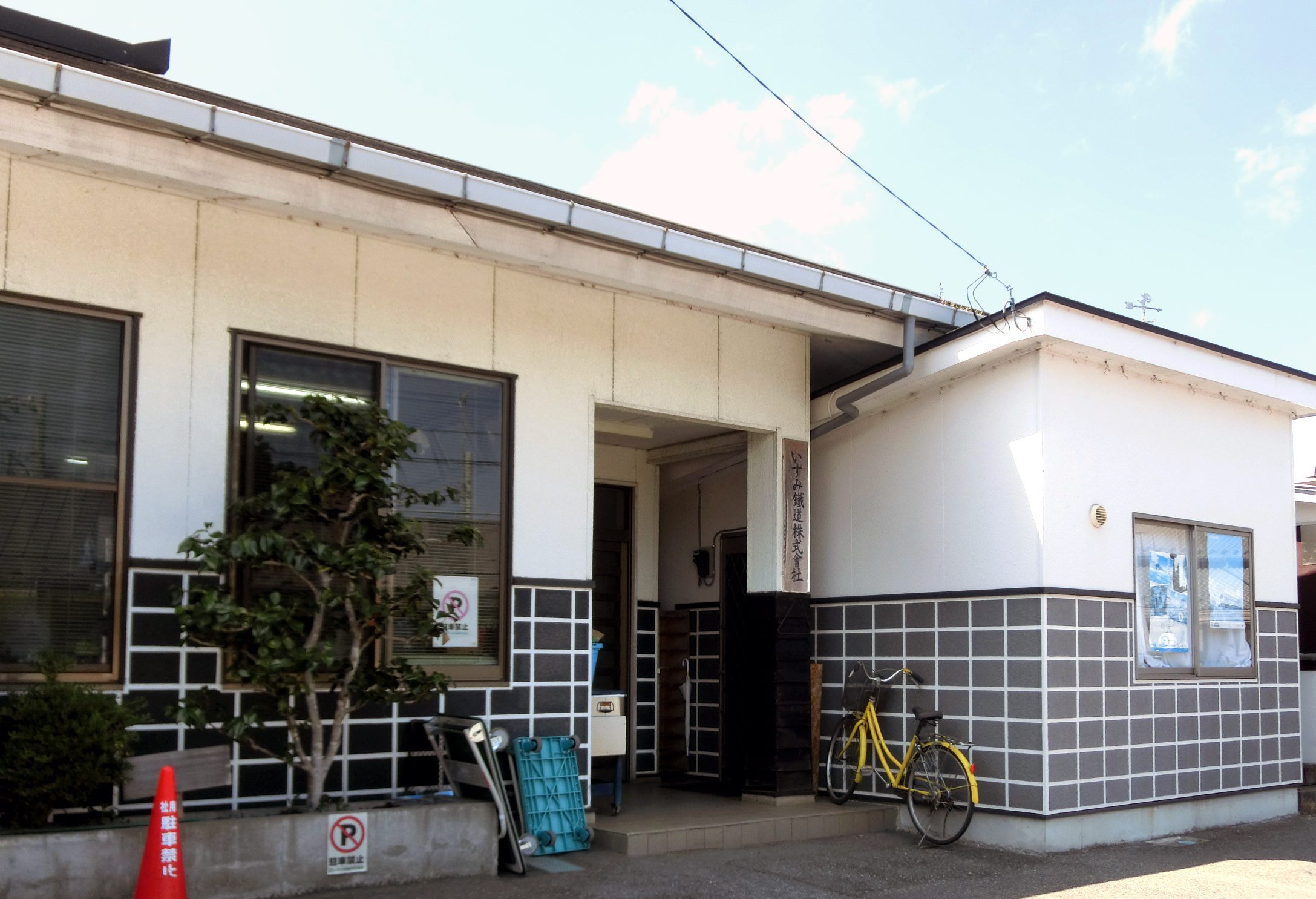
いすみ鉄道本社（駅併設）

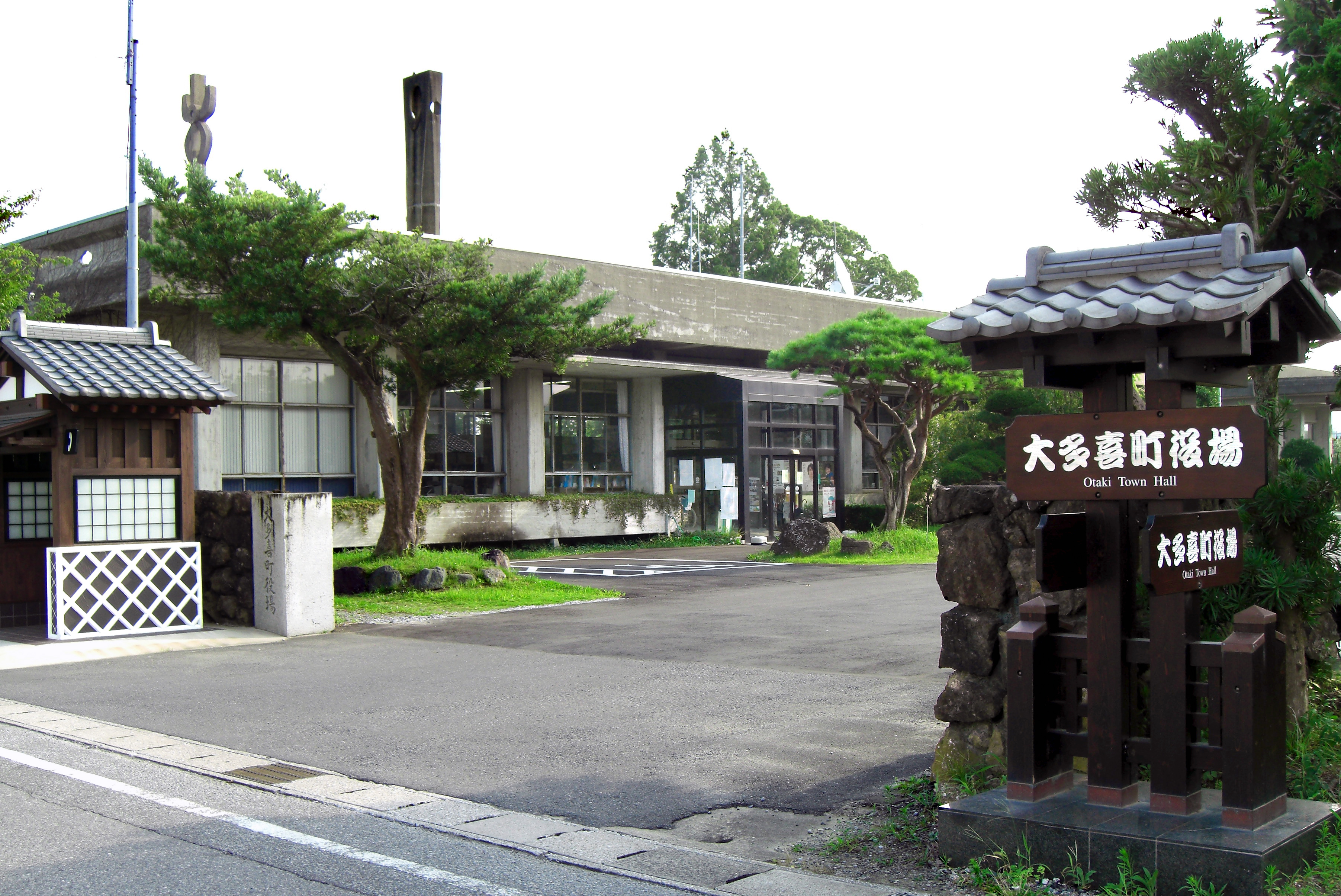
大多喜町役場

大多喜駅（おおたきえき）は、千葉県夷隅郡大多喜町大多喜にある、いすみ鉄道いすみ線の駅である。関東の駅百選に選定されている。全ての車両は当駅を拠点に運用される。

## 歴史

### 年表
- 1930年（昭和5年）4月1日：鉄道省木原線の大原 - 大多喜間開業に伴い、終着駅として開設。一般駅[1]。
- 1933年（昭和8年）8月25日：木原線が総元まで延伸、途中駅となる。
- 1974年（昭和49年）10月1日：貨物取扱廃止、旅客駅化[1]。
- 1984年（昭和59年）2月1日：荷物扱い廃止[1]。
- 1987年（昭和62年）4月1日：国鉄分割民営化に伴い、JR東日本の駅となる[1]。
- 1988年（昭和63年）3月24日：木原線第三セクター鉄道転換に伴い、いすみ鉄道いすみ線の駅となる[1][2]。
- 1998年（平成10年）：「関東の駅百選」に選定される。選定理由は「城をイメージした駅舎でガス採掘発祥の地の記念ガス灯のある駅」。
- 2007年（平成19年）3月6日：2番線側に臨時改札口「三の丸口」を設置[3]。
- 2008年（平成20年）11月：1番線改札口脇に本多忠勝像を設置[4]。
- 2009年（平成21年）9月1日：命名権により、駅名表記にデンタルサポートを冠する。

本多忠勝像（2010年7月）
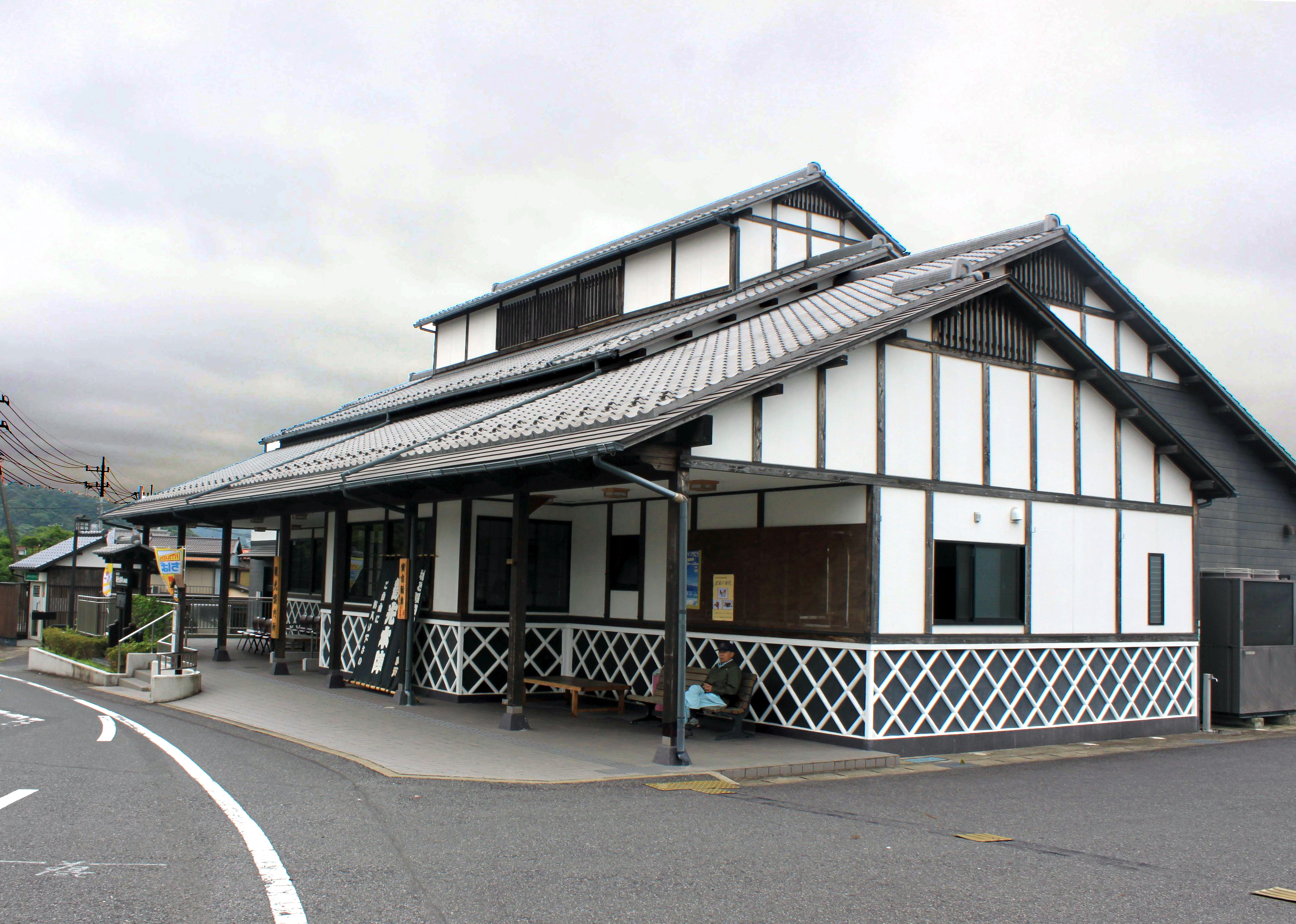
駅前にある大多喜町観光本陣

### 命名権
当駅は命名権（ネーミングライツ）により、千葉県内の訪問歯科であるデンタルサポート株式会社が命名権を取得しており、2009年（平成21年）9月よりデンタルサポートを冠した愛称が付与され、各種表記に反映されている。当初は1年の契約であったが、さらに契約が延長された。

## 駅構造
相対式ホーム2面2線を有する地上駅。いすみ鉄道の本社と併設されている。木造駅舎を有する。
窓口・自動券売機が設置されているが、窓口業務は本社社員が対応しているため現業機関としての駅・職種としての駅員は存在せず、組織上は無人駅である。
1番線と2番線とではホームが離れており（2番線ホームが1番線ホームより上総中野側に寄っている）、駅舎は1番線にある。また、2番線の大原側の端と1番線の上総中野側の端との間に線路を渡る構内踏切がある。2007年（平成19年）3月6日に、新たに三の丸改札口が開通した。千葉県立大多喜高等学校に通学する学生を対象に朝夕のみ開かれる。
男女別水洗式公衆トイレが駅舎横（改札外）に設置されている。なお、改札内には公衆トイレは設置されていない。駅構内には車庫が設けられ、全車両はここを拠点に運用される。全車両が夜間停泊する他、入換・救援用のモーターカーが留置され、列車を給油する給油所もある。また、この駅では列車連結作業を見ることが可能。
テレビ東京系番組「チャンピオンズ〜達人のワザが世界を救う〜」でいすみ鉄道の支援が行われることとなり、発泡スチロール製本多忠勝像が作成された。完成した本多忠勝像は2008年（平成20年）11月に1番線改札口脇に設置された。

### のりば
| 番線 | 路線      | 方向 | 行先         |
| ---- | --------- | ---- | ------------ |
| 1    | ■いすみ線 | 下り | 上総中野方面 |
| 2    | ■いすみ線 | 上り | 大原方面     |

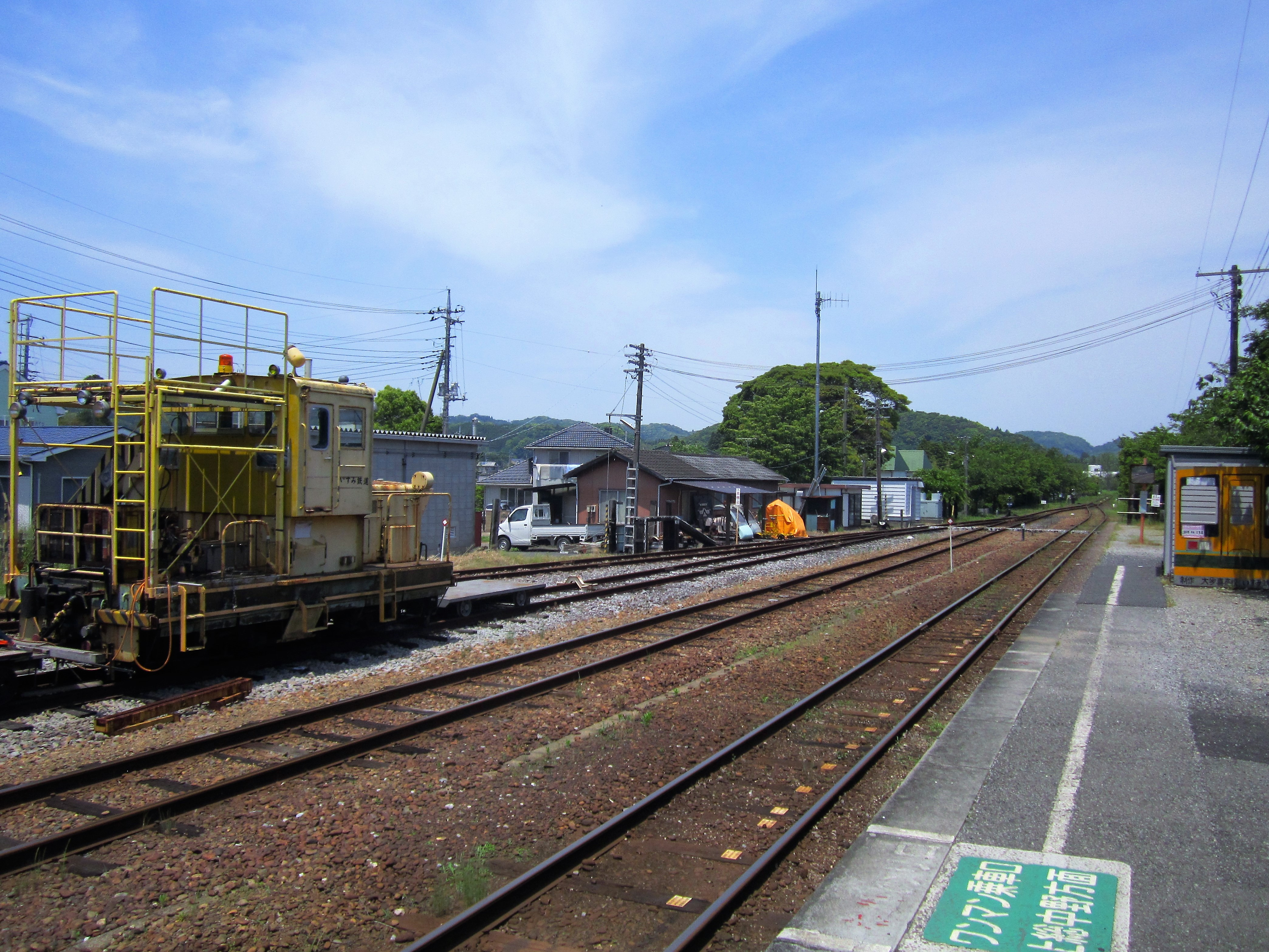
1番線（2019年5月）
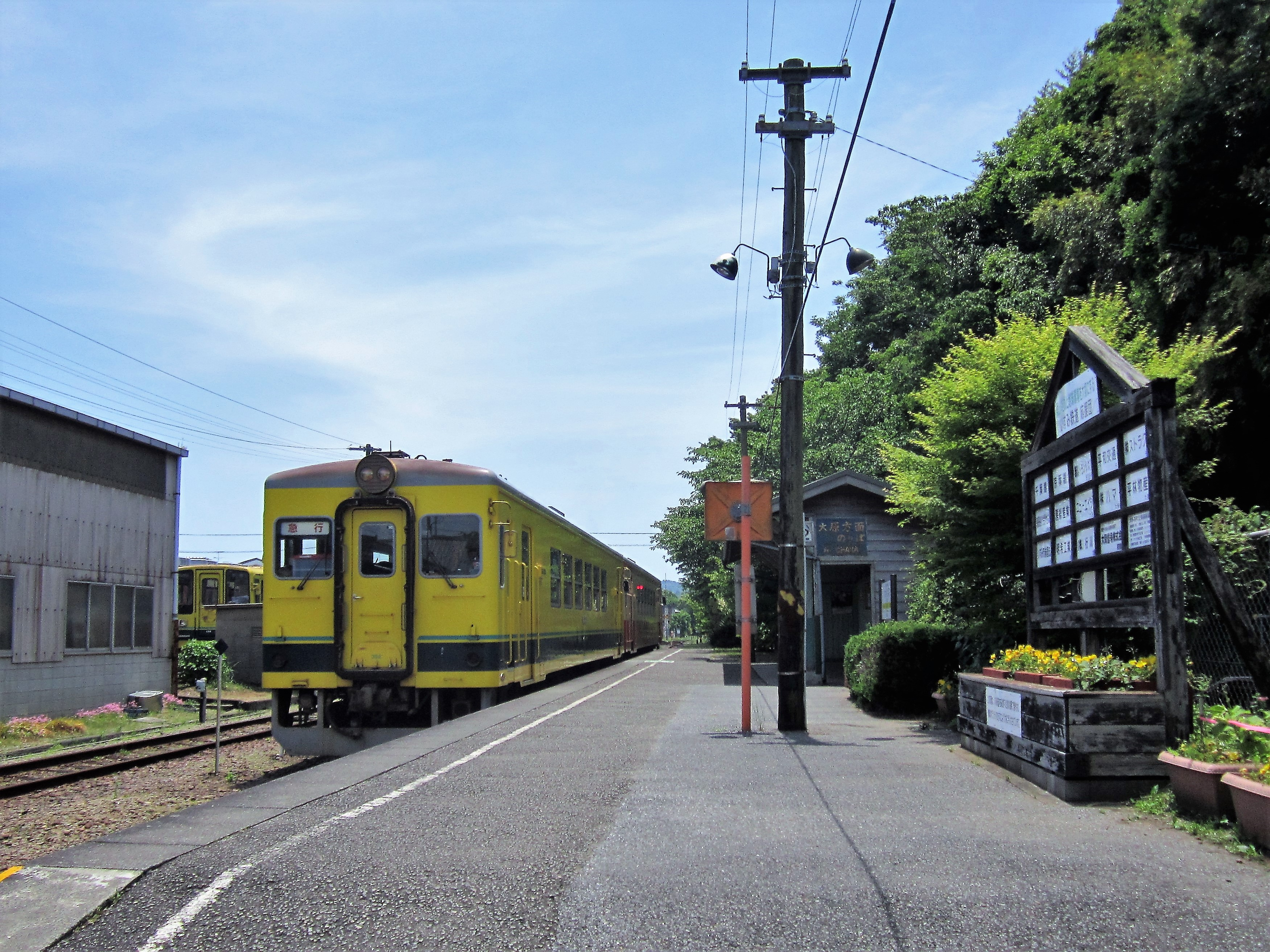
2番線（2019年5月）
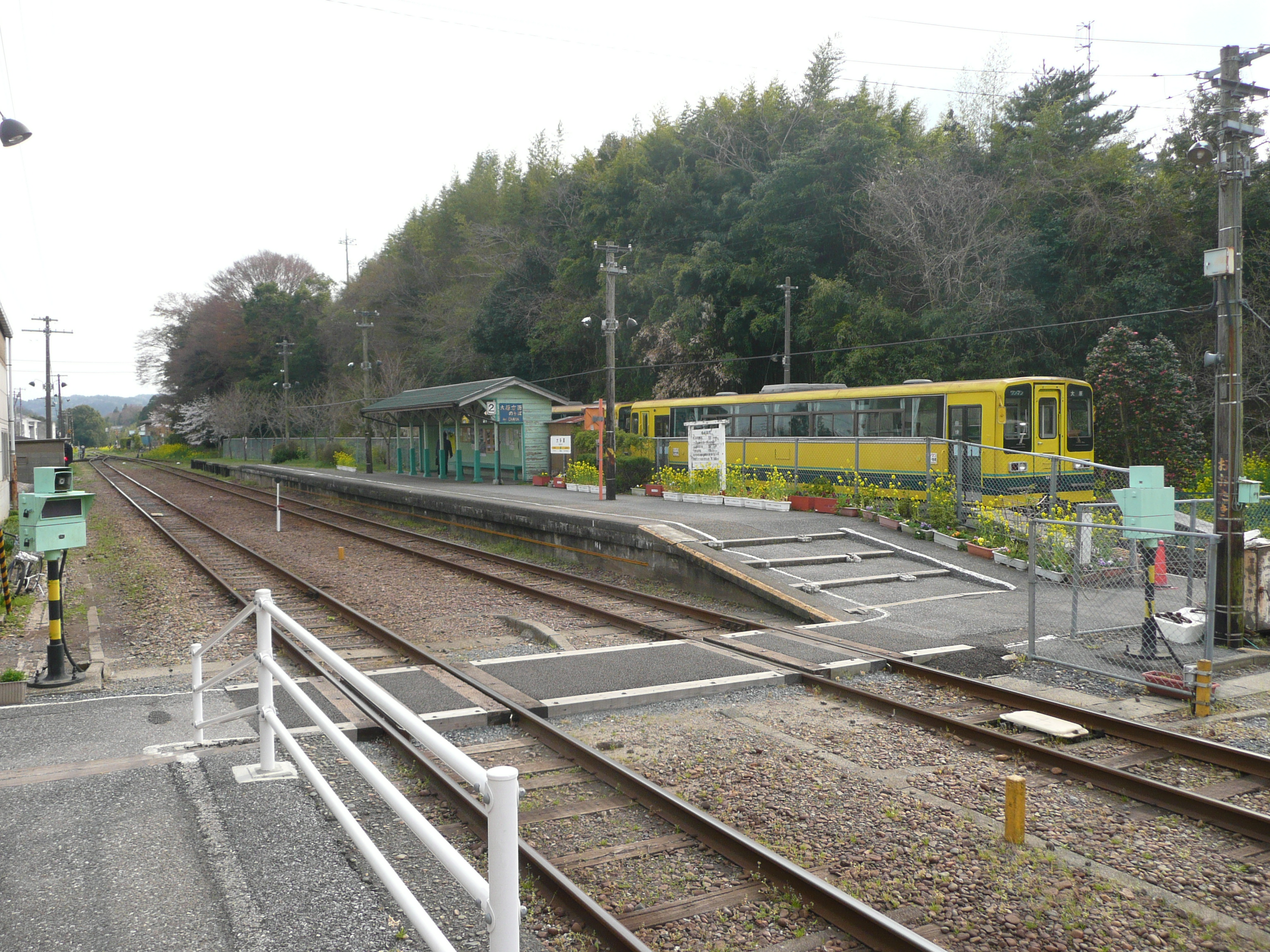
構内踏切（2008年4月）

## 利用状況
1日平均乗車人員は171人（2020年度）である。
近年の一日平均乗車人員推移は以下の通り。
| 年度   | 一日平均 乗車人員 |
| ------ | ----------------- |
| 2007年 | 426               |
| 2008年 | 374               |
| 2009年 | 342               |
| 2010年 | 339               |
| 2011年 | 380               |
| 2012年 | 357               |
| 2013年 | 289               |
| 2014年 | 282               |
| 2015年 | 252               |
| 2016年 | 270               |
| 2017年 | 267               |
| 2018年 | 254               |
| 2019年 | 226               |
| 2020年 | 171               |

## 駅周辺
古くは大多喜城の城下町として栄えた大多喜町の中心市街地に位置し、駅周辺は行政機関、公共施設、中小商店などが点在する。西側には小山（平山城）、東側には夷隅川が流れる。
- 国道297号
- 国道465号
- 千葉県道172号大多喜里見線
- 千葉県道231号大多喜停車場線
- 大多喜町役場
- 大多喜町中央公民館
- 大多喜町観光本陣
- 大多喜町B&G海洋センター
- 大多喜町学校給食センター
- 大多喜病院
- 夷隅郡市広域市町村圏事務組合消防本部・大多喜分署
- 大多喜町自動車学校
- 千葉県立大多喜高等学校
- 大多喜町立大多喜中学校
- 大多喜町立大多喜小学校
- 大多喜郵便局
- 大多喜城（千葉県立中央博物館大多喜城分館）
- 大多喜町立商い資料館
- 房総中央鉄道館
- 千葉銀行大多喜支店
- 銚子信用金庫大多喜支店
- おおたきショッピングプラザ オリブ（徒歩約15分、最寄駅は城見ヶ丘駅）
  - いなげや大多喜店
- 千葉県立大多喜県民の森
- 大屋旅館（国の登録有形文化財）
- 渡辺家住宅（国の重要文化財）

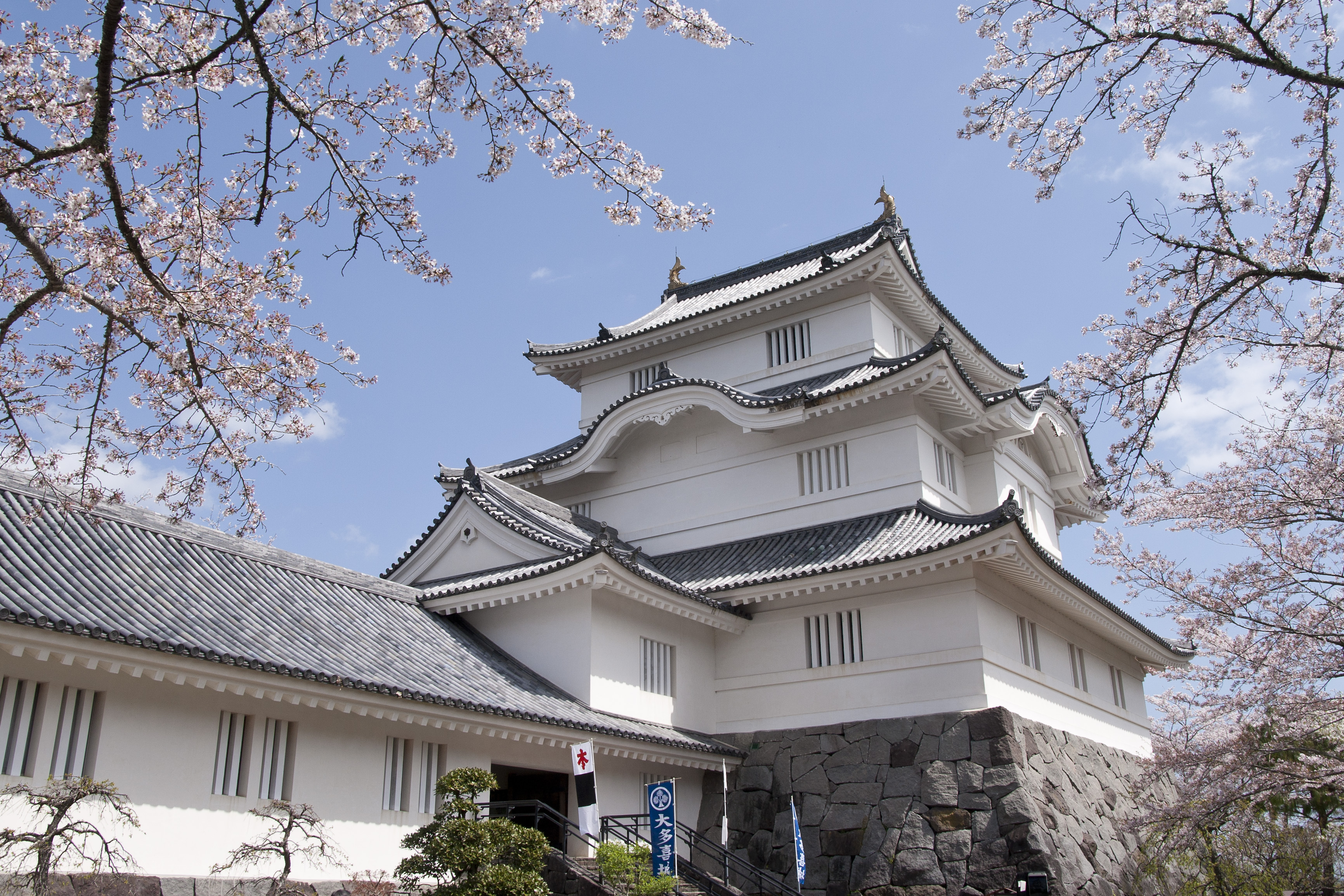
大多喜城（千葉県立中央博物館 大多喜城分館）
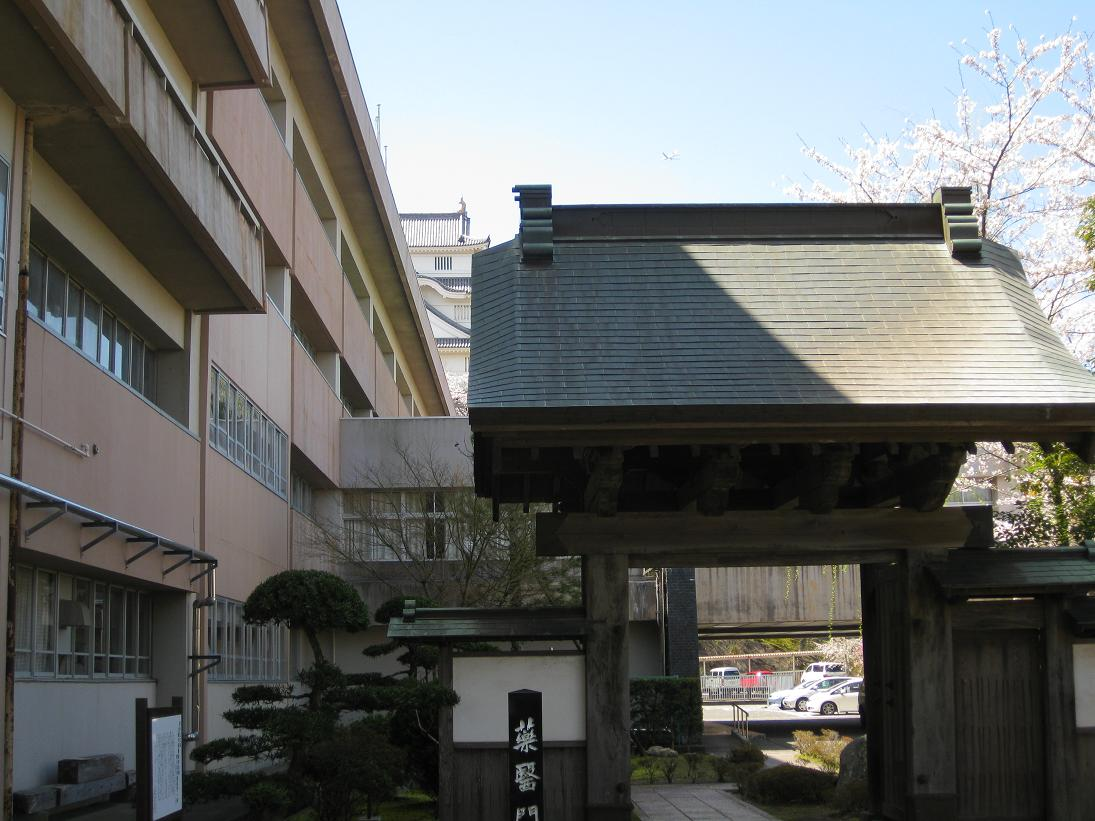
千葉県立大多喜高等学校
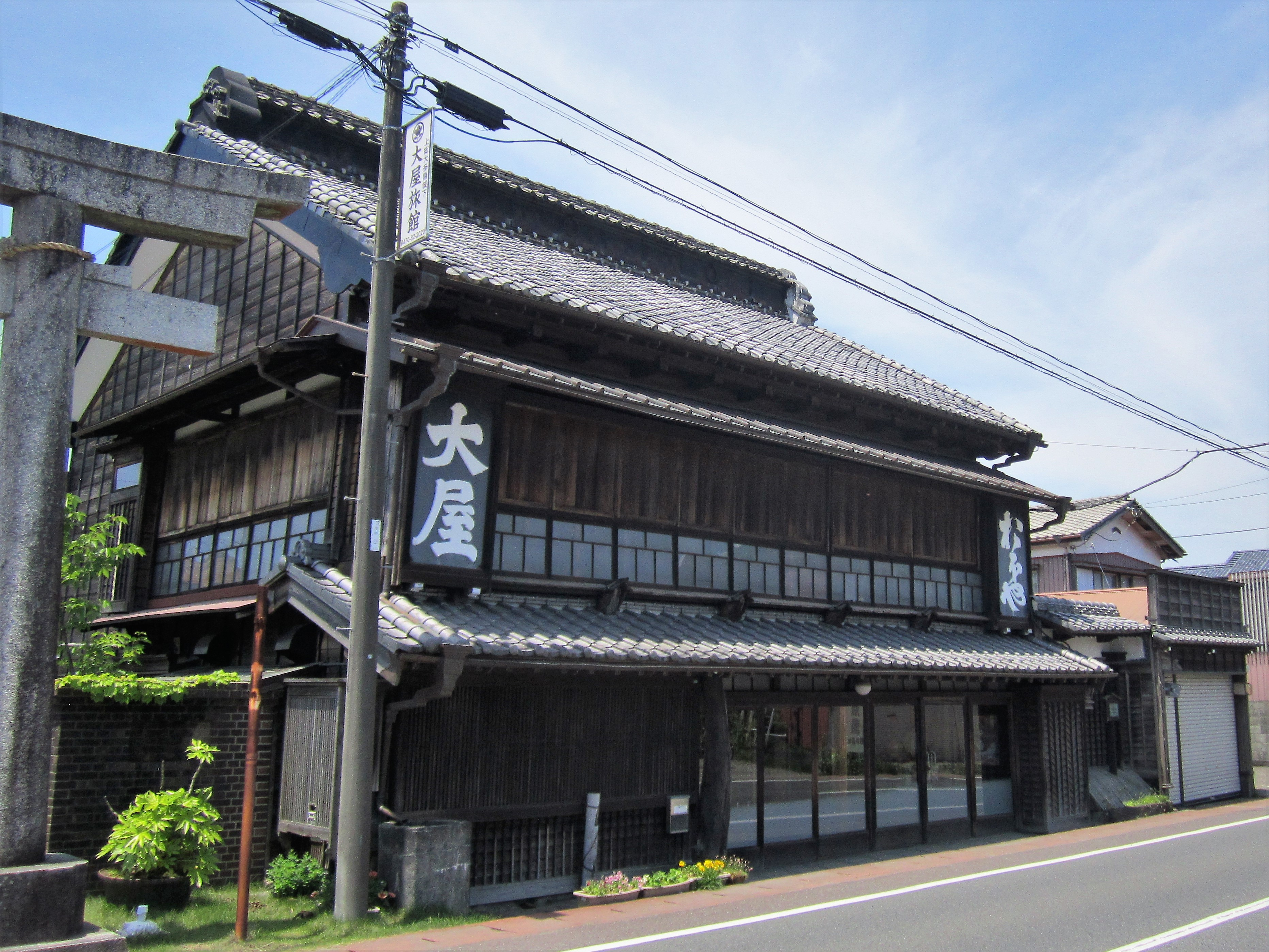
大屋旅館
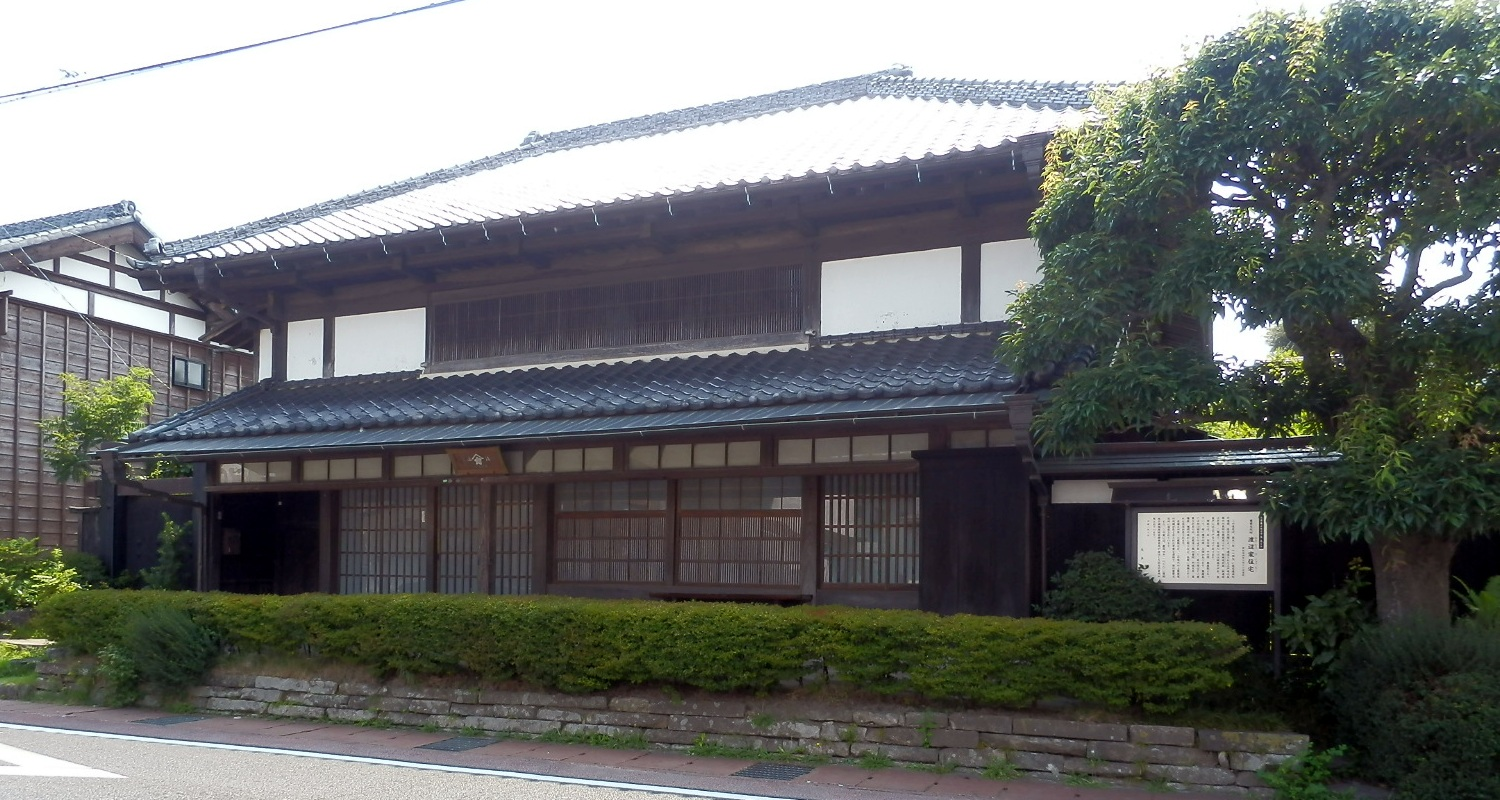
渡辺家住宅
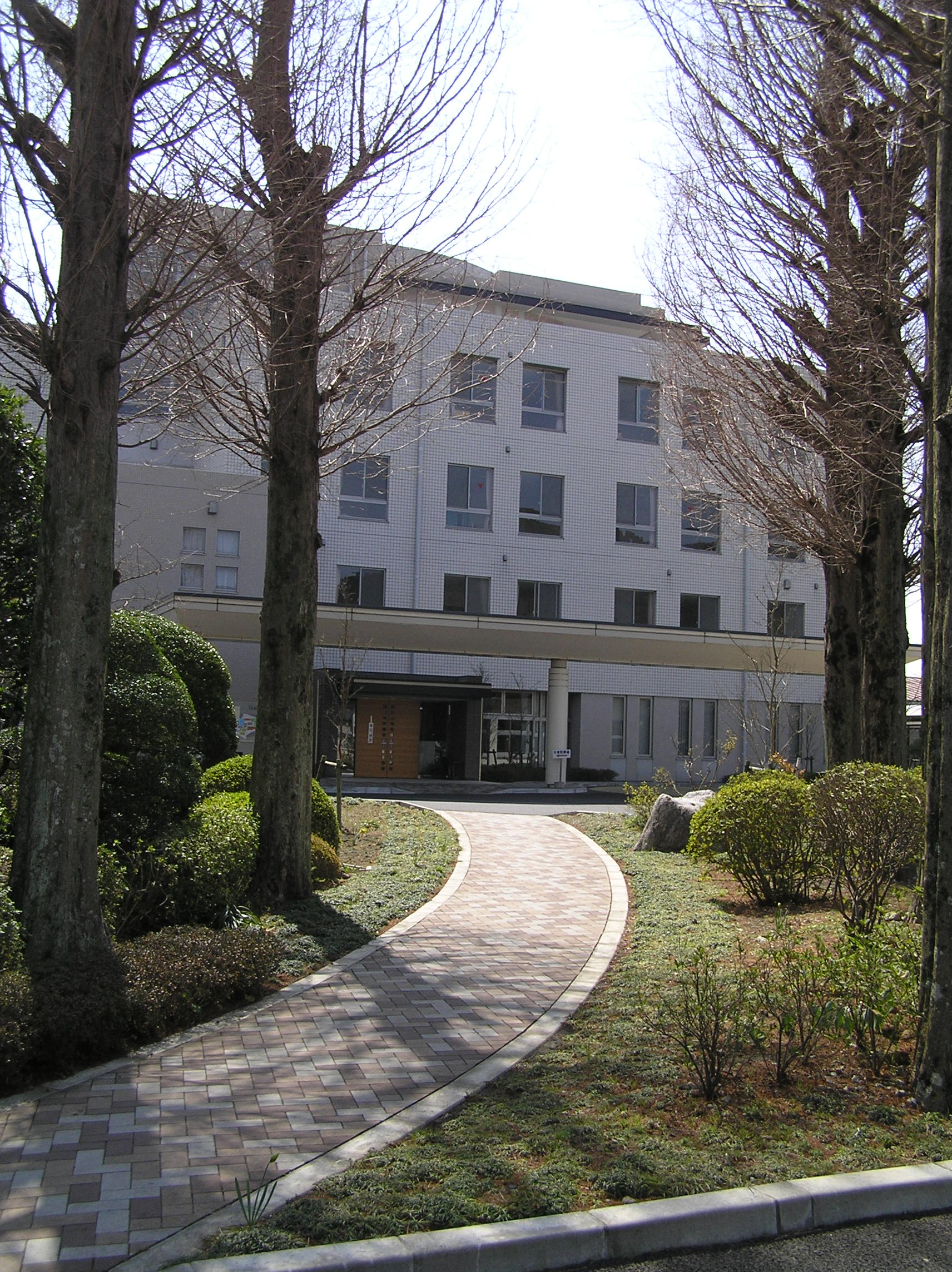
大多喜病院

## バス路線
路線によって、駅前のバス停に乗り入れる路線と乗り入れない路線があるので注意が必要である。
「大多喜駅」バス停
| のりば   | 系統 | 主要経由地                     | 行先             | 運行会社 | 備考                       |
| -------- | ---- | ------------------------------ | ---------------- | -------- | -------------------------- |
| 大多喜駅 |      | 東総元・三又大橋・松野         | 勝浦駅・塩田病院 | 小湊鉄道 | 塩田病院乗り入れは一部のみ |
| 大多喜駅 |      | 東総元・総元駅前・中野駅・老川 | 粟又             | 小湊鉄道 | 休日運休                   |

「久保」バス停
| のりば | 系統 | 主要経由地                                           | 行先   | 運行会社 | 備考     |
| ------ | ---- | ---------------------------------------------------- | ------ | -------- | -------- |
| 久保   |      | 市野々・給田・上永吉                                 | 茂原駅 | 小湊鉄道 |          |
| 久保   |      | 上瀑小学校前・睦沢役場前・上市場                     | 一宮駅 | 小湊鉄道 | 休日運休 |
| 久保   |      | 米原・平蔵・市原鶴舞バスターミナル・循環器病センター | 牛久駅 | 小湊鉄道 |          |
| 久保   |      | 大多喜車庫                                           |        | 小湊鉄道 |          |

## 隣の駅
いすみ鉄道
■いすみ線
城見ヶ丘駅 - 大多喜駅 - 小谷松駅